# Patric-Alexander Kreuz
Patric-Alexander Kreuz (* in Singen am Hohentwiel) ist ein deutscher Klassischer Archäologe.

## Leben
Kreuz studierte von 1991 bis 1994 Klassische Archäologie, Provinzialrömische Archäologie und Alte Geschichte an der Albert-Ludwigs-Universität Freiburg, von 1994 bis 1995 in Athen und 1995 bis 1999 an der Universität zu Köln. Nach dem Magister Artium 1999 in Köln (Magisterarbeit: „Kaiserzeitliche Heiligtümer im nordsyrischen Kalksteinmassiv“) absolvierte er von 2000 bis 2004 ein Promotionsstudium an der Universität zu Köln (Dissertation: „Die Grabreliefs aus dem Bosporanischen Reich“). Von 2004 bis 2005 war er wissenschaftlicher Angestellter im Forschungsprojekt „‚Diplomatische Geschenke‘ als hermeneutisches Problem der Akkulturationsforschung: Der Einfluss der Griechen auf die Skythen der Grassteppe“" am Archäologischen Institut der Freien Universität Berlin (Projektleitung: Martin Langner). Von 2005 bis 2010 war er als wissenschaftlicher Mitarbeiter am Institut für Archäologische Wissenschaften der Ruhr-Universität Bochum tätig, von 2010 bis 2018 als Akademischer Rat. Von 2016 bis 2018 unterrichtete er als Langzeitdozent für Archäologie des Deutschen Akademischen Austauschdienstes am Department of Cultural Resources Management & Conservation der Universität von Jordanien; in Bochum war er währenddessen beurlaubt. Nach der Habilitation 2018 an der Universität Bochum (Habilitationsschrift: „Der sichtbare Unterschied. Facetten urbaner Differenz im römischen Oberitalien“) wurde er zum 1. September 2018 W2-Professor für Stadtarchäologie an der Christian-Albrechts-Universität zu Kiel.